# Stiegelmühle
Stiegelmühle (fränkisch: Schdieglmil) ist ein Gemeindeteil der Stadt Spalt im Landkreis Roth (Mittelfranken, Bayern). Stiegelmühle liegt in der Gemarkung Wernfels.

## Geographie
Der Weiler liegt an der Fränkischen Rezat. 0,5 km südöstlich befindet sich der keltische Ringwall Bärenburg auf dem Bärenberg (456 m ü. NHN). Die Staatsstraße 2223 führt nach Wassermungenau zur Bundesstraße 466 (2 km nördlich) bzw. über Höfstetten nach Spalt (3,5 km südöstlich). Die Kreisstraße RH 10 führt nach Wernfels (0,6 km westlich).

## Geschichte
Der Ort wurde 1407 als „brenntleinsmül zu Werdenfelz“ erstmals urkundlich erwähnt, benannt nach dem Namen ihres Besitzers Brenntlein. In der Folgezeit wurde sie nach dem dort ansässigen Müller Herman Stigler benannt. 1549 kam 150 Meter weiter westlich zur ursprünglichen Stiegelmühle ein weiteres Mühlgebäude hinzu, das fortan als die untere Stiegelmühle bezeichnet wurde, während die ursprüngliche die obere Stiegelmühle genannt wurde. 1640 wurde die untere Stiegelmühle „Preßeckher-Mül“ genannt.
Gegen Ende des 18. Jahrhunderts gehörten die Stiegelmühle und die Presseck-Mühle zur Realgemeinde Wernfels. Das Hochgericht übte das eichstättische Pflegamt Wernfels-Spalt aus. Die beiden Anwesen hatten das Kastenamt Spalt als Grundherrn. Unter der preußischen Verwaltung (1792–1806) des Fürstentums Ansbach erhielt die Stiegelmühle bei der Vergabe der Hausnummern die Nr. 40 des Ortes Wernfels, und die Presseck-Mühle die Haus Nr. 39.
Im Rahmen des Gemeindeedikts wurde Stiegelmühle dem 1808 gebildeten Steuerdistrikt Wernfels und der 1811 gegründeten Ruralgemeinde Wernfels zugeordnet. Am 1. Mai 1978 wurde Stiegelmühle im Zuge der Gebietsreform in Bayern nach Spalt eingegliedert.

### Baudenkmal
- Mühle mit Scheune und Nebengebäude[13]

### Einwohnerentwicklung
| Jahr      | 001818 | 001840 | 001861 | 001871 | 001885 | 001900 | 001925 | 001950 | 001961 | 001970 | 001987 | 002015 | 002023 |
| Einwohner | 8      | 13     | 13     | 11     | 15     | 26     | 10     | 11     | 7      | 3      | 27     | 17     | 22     |
| Häuser    | 3      | 1      |        |        | 3      | 5      | 2      | 1      | 1      |        | 9      |        |        |
| Quelle    | [ 15 ] | [ 16 ] | [ 17 ] | [ 18 ] | [ 19 ] | [ 20 ] | [ 21 ] | [ 22 ] | [ 23 ] | [ 24 ] | [ 25 ] | [ 1 ]  | [ 1 ]  |

## Religion
Der Ort ist römisch-katholisch geprägt und bis heute nach St. Wenzeslaus (Theilenberg) gepfarrt. Die Einwohner evangelisch-lutherischer Konfession sind nach St. Andreas (Wassermungenau) gepfarrt.